# Radostynia
Radostynia est une localité polonaise du gmina de Biała, située dans le powiat de Prudnik (voïvodie d'Opole).

## Histoire
De 1743 à 1945, Radstein fait partie de l'arrondissement de Neustadt-en-Haute-Silésie dans la district d'Oppeln au sein de la province de Silésie.